# Buck Rogers: Countdown to Doomsday
Buck Rogers: Countdown to Doomsday est un jeu vidéo de rôle développé et édité par Strategic Simulations en 1990. Il s'agit du premier volet d'une série de deux titres dont la suite, Buck Rogers: Matrix Cubed, édité deux ans plus tard, repose sur le même moteur de jeu : le Gold Box, initialement développé pour Pool of Radiance.
Countdown to Doomsday fonctionne sous Amiga, Commodore 64, DOS et Mega Drive et met en scène Buck Rogers, le premier héros de science-fiction de l'histoire de la bande dessinée, introduit en 1928 par Philip Nowlan et plus tard popularisé dans Buck Rogers au XXVe siècle, une série télévisée américaine diffusée à partir de 1979.

## Trame
Countdown to Doomsday se déroule en 2456 sur une Terre ruinée par l’exploitation industrielle intensive des siècles précédents et dirigé par une unique megacorporation, RAM. Le joueur y contrôle une équipe travaillant pour le NEO, un groupe cherchant à libérer la Terre de l’emprise de la RAM, qui est dirigé par Buck Rogers, un héros légendaires cryogénisé au XXIe siècle. 

## Système de jeu
Le jeu est sans doute celui ayant nécessité le plus de modifications du moteur de jeu Gold Box, notamment à cause de son univers de science-fiction à l’opposé de l’univers de fantasy des autres jeux Gold Box. Le jeu introduit notamment un système de compétences techniques permettant au joueur de sélectionner ce que ses personnages ont appris à l’école. Deux catégories de compétences sont disponibles dans le jeu, les compétences générales et celles liées à la classe et à la carrière du personnage. Six races (terriens, martiens…) et cinq carrières (guerriers, médecin, ingénieur…) sont proposées dans le jeu. Outre son système de compétences, le jeu diffère aussi des jeux Donjons et Dragons par leur système de combat dans lequel les épées et les arcs sont remplacés par des armes futuristes caractérisé par leur portée, leurs dégâts et leur cadence de tir. 

## Accueil
| Buck Rogers: Countdown to Doomsday |      |       |
| Média                              | Nat. | Notes |
| Dragon Magazine                    | US   | 4/5   |
| Consoles +                         | FR   | 80 %  |
| Gen4                               | FR   | 88 %  |
| Joystick                           | FR   | 74 %  |

Au total, 51 528 copies du jeu sont vendues par Strategic Simulations.
Rétrospectivement, la journaliste Scorpia du magazine Computer Gaming World décrit Buck Rogers comme un jeu « étonnamment amusant » qui utilise une version du moteur de jeu Gold Box enrichie d’un système de compétences. Elle estime en effet qu’il recréé « plutôt bien » l’atmosphère de la série originale, malgré un scénario un peu classique, et que ses nombreuses quêtes secondaires constitue « un véritable plus ». En conclusion, elle juge qu’il s’agit d’un jeu « assez court » qui se révèle tout de même « amusant ».